# یواس‌آرسی اکتیو (۱۸۱۶)
یواس‌آرسی اکتیو (۱۸۱۶) (به انگلیسی: USRC Active (1816)) یک کشتی است که طول آن ۱۲۵ فوت (۳۸ متر) می‌باشد.